# Pseudomoina lemnae
Pseudomoina lemnae är en kräftdjursart som först beskrevs av King 1853.  Pseudomoina lemnae ingår i släktet Pseudomoina och familjen Macrothricidae. Inga underarter finns listade i Catalogue of Life.